# Catinius pelta
Catinius pelta is een keversoort uit de familie Catiniidae. De wetenschappelijke naam van de soort is voor het eerst geldig gepubliceerd in 1968 door Ponomarenko.